# L'eroe dei due mondi (film 2021)
L'eroe dei due mondi (Ci sha xiao shuo jia) è un film del 2021 diretto da Lu Yang.

## Trama
Il film segue Guan Ning mentre cerca sua figlia, credendo che sia stata rapita dai trafficanti di esseri umani. Ben presto, una potente corporazione lo contatta e gli offre di ritrovare sua figlia se avesse assassinato Lu Kongwen, un giovane romanziere. La trama del suo romanzo coinvolge un giovane eroe che tenta di rovesciare Redmane, il loro tirannico sovrano. In qualche modo, il romanzo sembra avere un impatto sulla vita nel mondo reale e l'amministratore delegato, che sospetta che sia la sua rovina, vuole Lu morto.

## Distribuzione
Il film è stato distribuito sulla piattaforma Amazon Prime Video a partire dal 12 febbraio 2021.